# Caliris melli
Caliris melli är en bönsyrseart som beskrevs av Max Beier 1933. Caliris melli ingår i släktet Caliris och familjen Tarachodidae. Inga underarter finns listade i Catalogue of Life.